# Griechen in Kasachstan
Griechen in Kasachstan sind mehrheitlich Nachfahren der frühen im südlichen Russland und der Kaukasusregion ansässigen Pontosgriechen, die aufgrund eines Befehls von Josef Stalin dorthin deportiert wurden. Zuerst die Krimgriechen 1944 aufgrund der Resolution 5984 vom 2. Juni 1944. Später aus Kaukasien die Griechen aus Georgien, Armenien und Aserbaidschan im Juni 1949, Februar 1950 und August 1950. Insgesamt wurden 60.000 Griechen in die Verbannung geschickt.
2014 lebten in Kasachstan knapp 9000 Griechen in 17 Gemeinden, die zusammen mit der griechischen Gemeinschaft Kirgisistans die „Föderation der Freundschaft griechischer Gemeinschaften in Kasachstan und Kirgisistan“ bilden. Die Föderation druckt eine Zeitung, organisiert Tanzveranstaltungen und bietet Tanz- und Sprachkurse an. 2007 wurden in Kasachstan sechs ethnische griechische Lehrer, die vom Generalsekretariat der Griechen im Ausland finanziert werden, beschäftigt. Außerdem wird Griechisch von zwei aus Griechenland abgeordneten Lehrern unterrichtet.

## Bekannte Griechen aus Kasachstan
- Ilya Ilyin, Gewichtheber (sein mütterlicher Großvater war Pontosgrieche)
- Evstaphiy Pechlevanidis, ehemaliger sowjetischer und griechischer Fußballspieler

## Bevölkerungsentwicklung
| Jahr | Anteil an der Bevölkerung | Anzahl |
| ---- | ------------------------- | ------ |
| 1926 | 0.00                      | 157    |
| 1939 | 0.02                      | 1 374  |
| 1959 | 0.60                      | 55 543 |
| 1970 | 0.31                      | 39 241 |
| 1979 | 0.34                      | 49 930 |
| 1989 | 0.28                      | 46 746 |
| 1999 | 0.08                      | 12 703 |
| 2009 | 0.06                      | 8 846  |
| 2014 | 0.05                      | 8 819  |